# マイクロチューブ

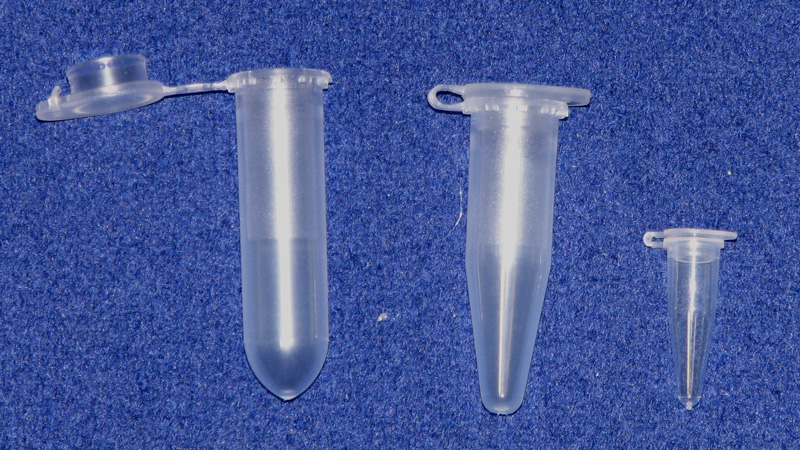
2.0ml（左）、1.5ml（中）、0.2ml（右）のマイクロチューブ

マイクロチューブ（microtube）または微量遠心管（びりょうえんしんかん）とは、マイクロリットルからミリリットル程度の試料を扱うためのポリプロピレン製小型試験管で、微量遠心機に装着して遠心分離に使えるものをいう。生化学・分子生物学などの試験・実験によく用いられる。
容量には2ml、1.5ml、0.2ml（PCR用）などがある。本体は先の閉じた円柱形または円錐形で、ロック式のふたが本体につながっている。機械的耐久性が高く、また多くの有機溶媒にも耐久性がある。反応・抽出・培養などの操作に用いることができ、そのまま遠心分離に使える。
代表的なものとしてエッペンドルフ（Eppendorf）社のものがあり、マイクロチューブ全般の通称としてエッペンドルフということもあるが、その他にも多数の実験機器メーカーでほぼ同規格の製品を出している。